# Middletown (Kentucky)
Middletown es una ciudad ubicada en el condado de Jefferson en el estado estadounidense de Kentucky. En el censo de 2010 tenía una población de 7218 habitantes y una densidad poblacional de 546,34 personas por km².

## Geografía
Middletown se encuentra ubicada en las coordenadas 38°14′25″N 85°31′18″O / 38.24028, -85.52167. Según la Oficina del Censo de los Estados Unidos, Middletown tiene una superficie total de 13.21 km², de la cual 13.05 km² corresponden a tierra firme y (1.2%) 0.16 km² es agua.

## Demografía
Según el censo de 2010, había 7218 personas residiendo en Middletown. La densidad de población era de 546,34 hab./km². De los 7218 habitantes, Middletown estaba compuesto por el 87.13% blancos, el 7.12% eran afroamericanos, el 0.11% eran amerindios, el 2.84% eran asiáticos, el 0.07% eran isleños del Pacífico, el 0.87% eran de otras razas y el 1.86% pertenecían a dos o más razas. Del total de la población el 3.23% eran hispanos o latinos de cualquier raza.